# Граноцо кон Монтичело
Граноцо кон Монтичело (итал. Granozzo con Monticello) је насеље у Италији у округу Новара, региону Пијемонт.
Према процени из 2011. у насељу је живело 1216 становника. Насеље се налази на надморској висини од 130 м.

## Становништво
| 1936. | 1951. | 1961. | 1971. | 1981. | 1991. | 2001. | 2011. |
| ----- | ----- | ----- | ----- | ----- | ----- | ----- | ----- |
| 1.785 | 1.772 | 1.511 | 1.139 | 1.049 | 1.065 | 1.216 | 1.432 |